# Lingula
En astrogeologia, lingula (plural lingulae, abr. LN) és una paraula llatina que significa «llengua petita» que la Unió Astronòmica Internacional (UAI) utilitza per indicar una característica superficial que inclou totes aquelles estructures geològiques que acaben amb una forma arrodonida similar a un lòbul.
Actualment, aquestes formacions s'han identificat únicament a la superfície de Mart.
| Lingula            | Latitud | Longitud | Diàmetre (km) | Epònim                                       | Referències |
| ------------------ | ------- | -------- | ------------- | -------------------------------------------- | ----------- |
| Australe Lingula   | 84,05 S | 68,56 E  | 436,33        | Nom clàssic de les característiques d'albedo | 484         |
| Gemina Lingula     | 81,87 N | 2,59 E   | 772,89        | Nom clàssic de les característiques d'albedo | 14287       |
| Hyperborea Lingula | 124,8 N | 306,46 E | 124,8         | Nom clàssic de les característiques d'albedo | 14155       |
| Promethei Lingula  | 82,8 S  | 119,89 E | 571,63        | Nom clàssic de les característiques d'albedo | 4831        |
| Ultima Lingula     | 76,32 S | 142,56 E | 551,28        | Nom clàssic de les característiques d'albedo | 6203        |